# Himiko (inslagkrater)
Himiko is een inslagkrater op de planeet Venus. Himiko werd in 1991 genoemd naar Himiko, koningin van Noord-Japan (±175–±248).
De krater heeft een diameter van 36,6 kilometer en bevindt zich in het quadrangle Greenaway (V-24) ten westen van Gegute Tessera.